# Bezirk (DDR)
Ein Bezirk war eine Verwaltungseinheit in der Deutschen Demokratischen Republik.
Er bildete zwischen 1952 und 1990 die mittlere Ebene der staatlichen Verwaltung. Durch die Verwaltungsreform von 1952 wurden 14 Bezirke errichtet, die die Aufgaben der Landesregierungen übernahmen. Sie gliederten sich weiter in Land- und Stadtkreise. Der Staatsrat der DDR stellte Ost-Berlin im Jahr 1961 den Bezirken gleich.
Die Bezirke waren nach Bevölkerungszahl, Fläche und Status mit den bundesdeutschen Regierungsbezirken vergleichbar. Die Bezirke hatten keine politische (gliedstaatliche) Autonomie wie ein Land der Bundesrepublik Deutschland und auch keine Selbstverwaltungsrechte wie eine kommunale Gebietskörperschaft. Es handelte sich um die mittlere staatliche Verwaltungsebene zwischen Zentralstaat und Kreis, auf der der Staat Aufgaben allerdings in größerem Umfang wahrnahm, als es bei den bundesdeutschen Regierungsbezirken der Fall war.

## Liste der Bezirke
Von Nord nach Süd bestanden folgende Bezirke:
| Lage | Bezirk           | Fläche in km² | Einwohner (1989) | Bevölk.dichte in EW/km² | Kfz- Kennz. | Kreisgliederung (1989)                        | Gemeinden |
| ---- | ---------------- | ------------- | ---------------- | ----------------------- | ----------- | --------------------------------------------- | --------- |
|      | Rostock          | 07.075        | 0.916.500        | 130                     | A           | 10 Landkreise, 4 Stadtkreise                  | 360       |
|      | Schwerin         | 08.672        | 0.595.200        | 069                     | B           | 10 Landkreise, 1 Stadtkreis                   | 389       |
|      | Neubrandenburg   | 10.948        | 0.620.500        | 057                     | C           | 14 Landkreise, 1 Stadtkreis                   | 492       |
|      | Potsdam          | 12.568        | 1.123.800        | 089                     | D, P        | 15 Landkreise, 2 Stadtkreise                  | 755       |
|      | Frankfurt (Oder) | 07.186        | 0.713.800        | 099                     | E           | 9 Landkreise, 3 Stadtkreise                   | 438       |
|      | Magdeburg        | 11.526        | 1.249.500        | 108                     | H, M        | 17 Landkreise, 1 Stadtkreis                   | 655       |
|      | Cottbus          | 08.262        | 0.884.700        | 107                     | Z           | 14 Landkreise, 1 Stadtkreis                   | 574       |
|      | Halle            | 08.771        | 1.776.500        | 203                     | K, V        | 20 Landkreise, 3 Stadtkreise                  | 684       |
|      | Leipzig          | 04.966        | 1.360.900        | 274                     | S, U        | 12 Landkreise, 1 Stadtkreis                   | 422       |
|      | Erfurt           | 07.349        | 1.240.400        | 169                     | L, F        | 13 Landkreise, 2 Stadtkreise                  | 719       |
|      | Dresden          | 06.738        | 1.757.400        | 261                     | R, Y        | 15 Landkreise, 2 Stadtkreise                  | 594       |
|      | Karl-Marx-Stadt* | 06.009        | 1.859.500        | 309                     | T, X        | 21 Landkreise, 3 Stadtkreise                  | 601       |
|      | Gera             | 04.004        | 0.742.000        | 185                     | N           | 11 Landkreise, 2 Stadtkreise                  | 528       |
|      | Suhl             | 03.856        | 0.549.400        | 142                     | O           | 8 Landkreise, 1 Stadtkreis                    | 358       |
|      | Berlin**         | 00.403        | 1.279.200        | 3.1740.                 | I           | (11 Stadtbezirke)                             | 001       |
| DDR  | DDR              | 108.3330      | 16.669.3000      | 154                     | –           | 191 Landkreise, 27 Stadtkreise (+ Ost-Berlin) | 7.5700.   |

*) Der Bezirk Karl-Marx-Stadt trug zu seinem Beginn und Ende für jeweils kurze Zeit den Namen Bezirk Chemnitz in Anlehnung an den Namen der Stadt Chemnitz, die vom 10. Mai 1953 bis zum 30. Mai 1990 Karl-Marx-Stadt hieß.

**) Ost-Berlin war offiziell kein Bezirk, aber seit 1961 mit der Funktion eines Bezirkes versehen (vgl. Status Ost-Berlins).

## Verwaltung eines Bezirks
Oberstes Gremium eines Bezirks war eine Volksvertretung mit der Bezeichnung Bezirkstag. Die Zusammensetzung der Bezirkstage wurde durch die in der Nationalen Front zusammengeschlossenen Blockparteien und Massenorganisationen durch die Aufstellung von Einheitslisten bestimmt. Die Aufgabe der Bezirkstage war es, über Vorlagen, die vom Rat des Bezirkes eingebracht wurden, abzustimmen. Theoretisch hatten die Mitglieder der Bezirkstage das Recht, eigene Anträge einzubringen, wovon aber kaum Gebrauch gemacht wurde. Zur Entscheidungsfindung konnten bei den Beratungen so genannte „berufene Bürger“ zur Anhörung hinzugezogen werden.
Der Rat des Bezirkes als Verwaltungsbehörde wurde vom Bezirkstag bestimmt. Geleitet wurde die Behörde durch einen Vorsitzenden, wobei die zentrale Person in der Behörde der Sekretär des Rates war. Zu den verschiedenen Fachabteilungen gehörte die Bezirksplankommission als Pendant zur zentralen Staatlichen Plankommission. In der Theorie sollte der Rat des Bezirkes in seiner Arbeit nach dem Prinzip der doppelten Unterstellung sowohl durch den Bezirkstag als auch den übergeordneten Ministerrat der DDR effektiv kontrolliert werden.
Der Einfluss der Bezirkstage war jedoch sehr schwach. Bestimmende Kraft im jeweiligen Bezirk war die Bezirksleitung der SED mit ihrem ersten Sekretär, dessen Position weitaus einflussreicher als die der Mitglieder des Rates. Die 1. Sekretäre wurden wegen ihrer Rolle abfällig Provinzfürsten oder Landesfürsten genannt.

## Geschichte

### Verwaltungsreform von 1952
Nach dem Zweiten Weltkrieg wurden in der Sowjetischen Besatzungszone auf Anordnung der Sowjetischen Militäradministration in Deutschland fünf Länder als Verwaltungseinheiten eingerichtet. Bis zur Auflösung Preußens 1947 wurde im Falle Sachsen-Anhalts und Brandenburgs auch von Provinzen gesprochen. Die Länder Mecklenburg, Sachsen-Anhalt, Brandenburg, Thüringen und Sachsen bildeten ab 1949 die größeren Verwaltungseinheiten der DDR.
Anfang Juli 1952 proklamierte die II. Parteikonferenz der SED den Aufbau des Sozialismus in der DDR. Im Zuge dieser Entwicklung wurde beschlossen, den Staatsaufbau nach sowjetischem Vorbild umzugestalten, um eine bessere Kontrolle zu erreichen (Demokratischer Zentralismus) und die Länder als Reste der föderalen Ordnung aufzulösen. Zwar waren die Ministerpräsidenten der fünf Länder in ihren Entscheidungen von der Regierung in Ost-Berlin wesentlich abhängiger als ihre Kollegen in den westdeutschen Ländern, dennoch sah die Zentralregierung die potenzielle Gefahr einer zu großen Unabhängigkeit. Die DDR-Führung scheute jedoch eine Aufhebung des Bestandsschutzes der Länder in der Verfassung der DDR, da sie diesen Punkt als wichtig für eine künftige Klärung der Deutschen Frage erachtete. So wählte man einen Mittelweg.
Durch das Gesetz über die weitere Demokratisierung des Aufbaus und der Arbeitsweise der staatlichen Organe in den Ländern in der Deutschen Demokratischen Republik vom 23. Juli 1952 wurde den Ländern auferlegt, in ihrem Gebiet die Kreise neu zu gliedern und mehrere Kreise zu Bezirken zusammenzufassen. Anschließend sollten die Landesregierungen ihre Aufgaben auf die neuen Bezirke übertragen. Diese Vorgaben wurden in den Ländern durch entsprechende Gesetze vom 25. Juli 1952 umgesetzt. Aus 132 Kreisen wurden 217 (→ Kreisreformen in der DDR). Sie wurden in 14 Bezirken zusammengefasst. Die Landtage lösten sich auf, und ihre Mitglieder wurden entsprechend ihrem Wohnsitz zu Mitgliedern der neuen Bezirkstage.
Die Länder enthoben sich damit selbst ihrer Verwaltungsfunktionen. Ein symbolischer Rest an Föderalismus wurde in Form der Länderkammer der DDR, die sich aus Vertretern der Landtage zusammensetzte, beibehalten. 1954 traten die Bezirkstage noch einmal nach Ländern geordnet zu gemeinsamen Sitzungen zusammen, um die Mitglieder der 2. Länderkammer zu wählen. Die 3. Länderkammer wurde 1958 verfassungswidrig direkt durch die Bezirkstage gewählt. Im Dezember desselben Jahres wurde schließlich durch eine Verfassungsänderung die Länderkammer formal abgeschafft. Die Länder waren damit faktisch aufgelöst.
In der Öffentlichkeit begründeten die Verantwortlichen die Verwaltungsreform damit, dass eine Gliederung in selbstständige Länder und große Kreise ein überkommenes Element aus der Kaiserzeit sei. Die Landesverwaltungen galten als „Bastionen bürgerlichen Denkens“. Der neue Aufbau entspreche mehr den Erfordernissen der neuen Aufgaben des Staates und eine Annäherung der Verwaltung an die Bevölkerung werde folgen.

### Zuschnitt der Bezirke
Bei der Grenzziehung waren wirtschaftliche Kriterien die Hauptleitlinien und man versuchte, bestimmte volkswirtschaftlich wichtige Industriezweige innerhalb der einzelnen Bezirke zu konzentrieren. Mit dem Bezirk Rostock entstand ein Küstenbezirk, der den gesamten Ostseeraum der DDR abdeckte. Cottbus wurde zum Kohlebezirk, Frankfurt zum Stahlbezirk und Halle zum Chemiebezirk. Ein Textilbezirk und ein Kalibezirk waren geplant, konnten aber nicht verwirklicht werden. Gerade im Süden der DDR war die Industrie zu stark diversifiziert, als dass nur ein Zweig die dortigen Bezirke hätte prägen können. Schwerin und Neubrandenburg waren Agrarbezirke, doch auch Frankfurt, Cottbus, Magdeburg und Potsdam blieben stark agrarisch geprägt.
Neben den wirtschaftlichen Aspekten kamen jedoch gleichzeitig sicherheitspolitische Überlegungen zum Zug. Der Bezirk Potsdam verdankte seinen Umfang einzig der Tatsache, dass ein einziger Bezirk mit den Fragen der Grenzsicherung nach West-Berlin befasst sein sollte. Zugleich gingen Teile des brandenburgischen Landkreises Westprignitz an den neuen Bezirk Schwerin, um den Bezirk Potsdam nicht noch zusätzlich mit der Grenze nach Westdeutschland zu belasten. Die neuen Kreise Templin, Prenzlau und Bernau sollten zuerst zum Bezirk Potsdam gehören, kamen dann jedoch an andere Bezirke, damit von dort auf dem Weg zur Bezirksstadt nicht West-Berlin hätte durchquert werden müssen. In anderen Regionen, vor allem in Sachsen und Thüringen, wurden Sicherheitsfragen bei der Grenzziehung weniger beachtet. Insgesamt waren acht von 14 Bezirken mit Grenzfragen befasst.
Mit dem Zuschnitt der neuen Kreise und Bezirke und bei der Festlegung der Bezirksstädte wurde daneben teilweise gezielt der Bruch mit der Vergangenheit gesucht. So wurden etwa Neubrandenburg statt Neustrelitz und Suhl anstelle von Meiningen Sitz der Bezirksverwaltung. Weimar kam zum Bezirk Erfurt, statt mit den Kreisen des Bezirks Gera einen Bezirk Weimar zu bilden.

### Status Ost-Berlins
Ost-Berlin gehörte nach 1945 keinem Land der Sowjetischen Besatzungszone an, sondern unterstand dem Viermächtestatus von Groß-Berlin. Somit wurde es ab 1949 auch kein konstitutives Glied der DDR. Nach der Verwaltungsreform von 1952 wurde sein Status zunehmend dem der Bezirke angenähert. Am 7. September 1961 wurde Ost-Berlin durch einen Erlass des Staatsrates der DDR die Funktion eines Bezirks übertragen („Die Hauptstadt der Deutschen Demokratischen Republik übt die Funktion eines Bezirkes aus.“). Damit erhielt die Stadt zwar die Stellung eines Bezirks, war jedoch weiterhin keiner. Indem Ost-Berlin in den folgenden beiden Jahrzehnten nach und nach seine Sonderrechte gegenüber der DDR-Verwaltung verlor, war dieser Unterschied in der Praxis von geringer Bedeutung. In vielen Publikationen der DDR wird Ost-Berlin als 15. Bezirk geführt, meist mit der einfachen Bezeichnung „Hauptstadt Berlin“. Berlin wurde das Kfz-Kennzeichen „I“ zugeordnet.

### Ende der Bezirke

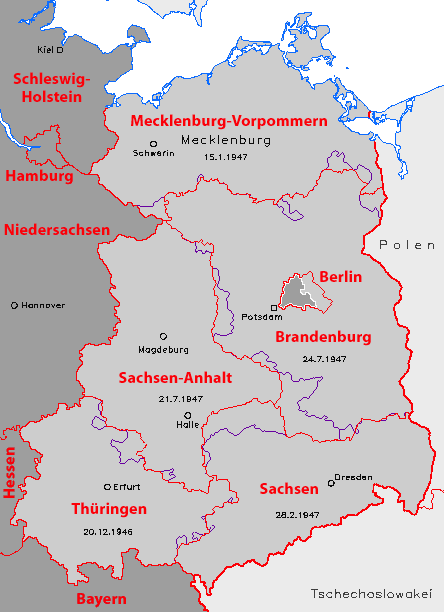
Die fünf neuen Bundesländer (rote Grenzen) und die fünf Länder der frühen DDR (violette Grenzen) im Vergleich.

Am 22. Juli 1990 beschloss die Volkskammer das Ländereinführungsgesetz, das am 14. Oktober desselben Jahres in Kraft treten sollte. Durch den Einigungsvertrag wurde die Einführung auf den 3. Oktober vorgezogen. Dadurch entstanden die fünf Länder Mecklenburg-Vorpommern, Brandenburg, Sachsen-Anhalt, Sachsen und Thüringen.
Am 3. Oktober 1990, dem Tag des Beitritts der DDR zur Bundesrepublik Deutschland, waren die fünf neuen Länder bereits wieder gegründet. Ost-Berlin, das sich erst kurz zuvor als Stadt eine eigene Verfassung gegeben hatte, wurde am selben Tag mit West-Berlin vereinigt. Die Bezirkstage und Räte der Bezirke wurden bereits ab August 1990 fließend aufgelöst beziehungsweise in die neuen Landesbehörden integriert.
Die Bezirke Rostock, Schwerin und Neubrandenburg bildeten im Wesentlichen das Land Mecklenburg-Vorpommern. Aus den Bezirken Potsdam, Frankfurt und Cottbus wurde das Land Brandenburg, die Bezirke Magdeburg und Halle gingen im Land Sachsen-Anhalt auf. Die Bezirke Erfurt, Gera und Suhl wurden zum Freistaat Thüringen und aus den Bezirken Leipzig, Dresden und Karl-Marx-Stadt (seit 1990 wieder Bezirk Chemnitz) wurde der Freistaat Sachsen geschaffen. Einige Kreise und Gemeinden wechselten in den folgenden Jahren in ein anderes Bundesland. Die neuen Landesgrenzen stimmen nun weder vollständig mit den alten Bezirksgrenzen noch mit den Landesgrenzen von 1952 überein. In Sachsen und Sachsen-Anhalt gingen die Bezirke ganz oder teilweise in Regierungs- oder Direktionsbezirke über, die in Sachsen-Anhalt 2003 wieder aufgelöst und in Sachsen 2012 durch Zusammenlegung aufgehoben wurden (siehe Historische Liste aller Regierungsbezirke der Bundesrepublik Deutschland).

### Bevölkerungsentwicklung
| Bezirk           | 1952      | 1965      | 1975      | 1988      |
| ---------------- | --------- | --------- | --------- | --------- |
| Rostock          | 859.000   | 842.743   | 868.674   | 916.541   |
| Schwerin         | 681.000   | 594.786   | 590.347   | 595.176   |
| Neubrandenburg   | 706.000   | 633.209   | 626.362   | 620.467   |
| Magdeburg        | 1.504.000 | 1.323.644 | 1.280.615 | 1.249.518 |
| Potsdam          | 1.232.000 | 1.127.498 | 1.120.557 | 1.123.759 |
| Frankfurt (Oder) | 665.000   | 660.666   | 688.883   | 713.764   |
| Erfurt           | 1.343.000 | 1.249.540 | 1.242.454 | 1.240.394 |
| Halle            | 2.112.000 | 1.932.733 | 1.876.516 | 1.776.458 |
| Leipzig          | 1.621.000 | 1.510.773 | 1.445.840 | 1.360.923 |
| Dresden          | 1.986.000 | 1.887.739 | 1.835.621 | 1.757.363 |
| Cottbus          | 804.000   | 839.133   | 872.968   | 884.744   |
| Suhl             | 558.000   | 549.398   | 549.453   | 549.442   |
| Gera             | 755.000   | 735.175   | 737.916   | 742.023   |
| Karl-Marx-Stadt  | 2.287.000 | 2.082.927 | 1.976.869 | 1.859.525 |